# José Escajadillo Farro
José Escajadillo (Monsefú, Lambayeque; 1 de diciembre de 1942) es un compositor peruano conocido especialmente en el género de la música criolla.

## Biografía
En su juventud fue futbolista jugando para Los Caimanes en la Liga Provincial de Chiclayo.
Su carrera como compositor la inicia en los años 70, época en la cual gana muchos festivales y logra que sus composiciones sean cantadas por los más grandes intérpretes de la música peruana. Algunos de sus más famosos temas son: "El Artista", "Jamás impedirás", "El viejo y el mar", "Huellas", "Que somos amantes”, "Las horas que perdí" y “Yo perdí el corazón”.
Fue junto con otros compositores de la época, como Juan Mosto y Pedro Pacheco, el iniciador de una nueva etapa en la música criolla, de corte melódico, que hasta el día de hoy se mantiene en el gusto popular.
Sus composiciones han sido interpretadas por cantantes de la música criolla: Cecilia Barraza, Eva Ayllón, Lucía de la Cruz, La Limeñita y Ascoy, Cecilia Bracamonte, Óscar Avilés, Lucila Campos, Verónikha, María Obregón, Jesús Vásquez, Aurora Alcalá, Lorenzo Humberto Sotomayor, Armando Manzanero, Manuel Donayre, Lucha Reyes, así como intérpretes de otros géneros como: Gianmarco y William Luna.
En los años 80 compone y graba con su propia voz “Manos morenas”, tema dedicado a la selección peruana de voleyball femenino. Dicha canción fue emblemática y gozó de gran popularidad.
Adicionalmente, compuso gran número de marchas militares, entre las que destacan: "Los Gigantes del Cenepa", "Gallos del Espacio" (dedicado al Grupo Aéreo 6 de Chiclayo), Dragones del Aire(dedicado al Grupo Aéreo 2), Húsares de Junín, Herederos de Quiñones (dedicada a José Quiñones, en cuyo honor sus padres le pusieron de nombre José). Así como los himnos a Francisco Bolognesi y Miguel Grau; así como "Águilas y Halcones" (dedicado al Grupo Aéreo 4).
El 3 de octubre de 2003 recibe del Congreso de la República del Perú la medalla "Juan Pablo Vizcardo y Guzmán" en reconocimiento a su destacada trayectoria.
Es presidente de la Asociación Peruana de Autores y Compositores.